# 牛街礼拜寺

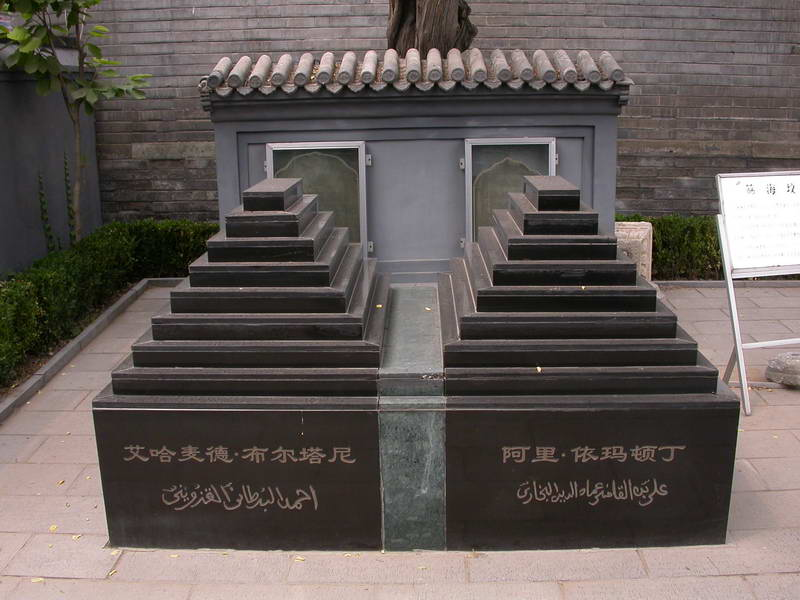
筛海坟

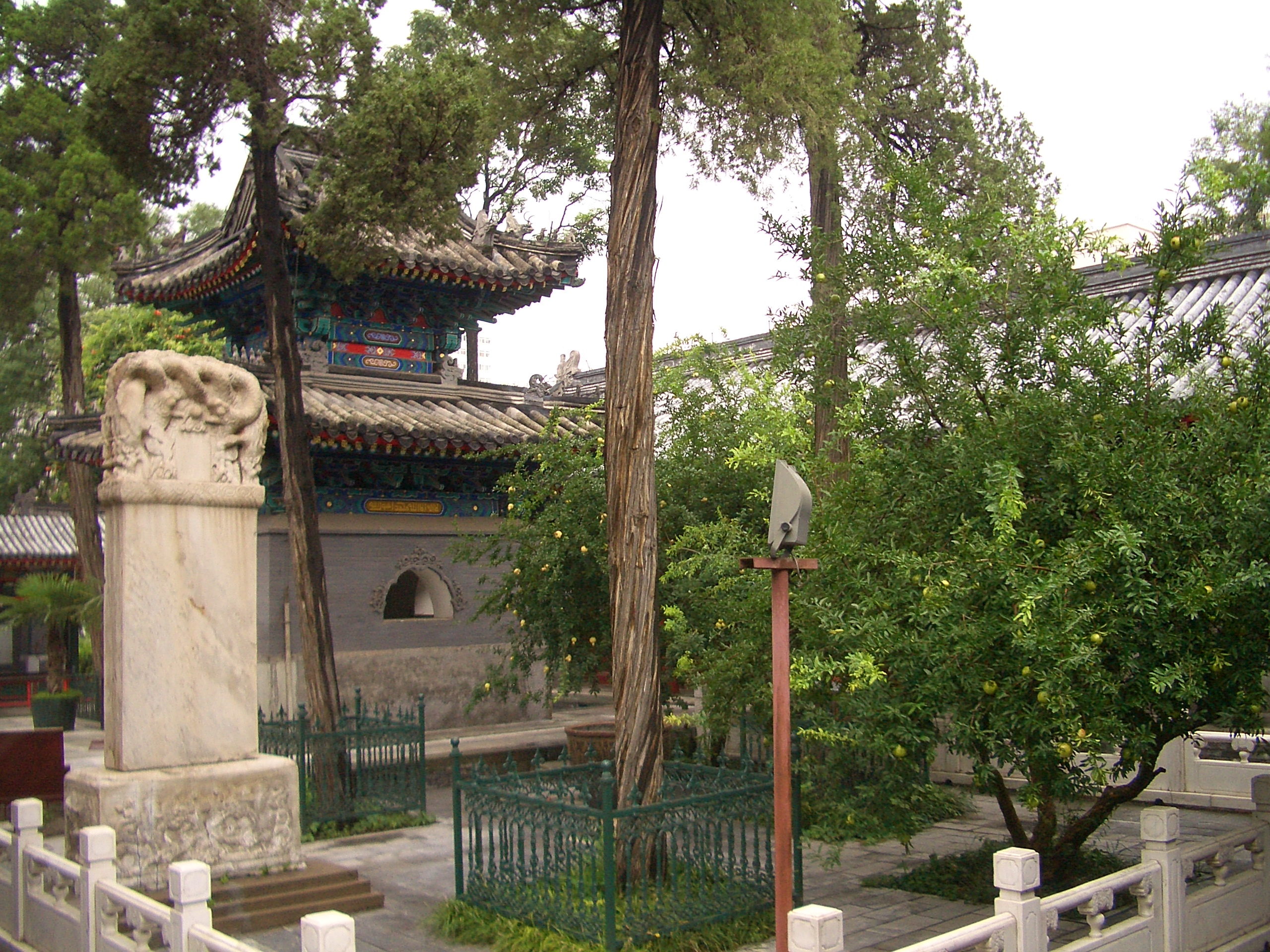
王友三王浩然述德碑，后面是北碑亭

牛街礼拜寺，位于北京市西城区牛街18号，是北京市历史最悠久、规模最大的清真寺，也是世界著名清真寺之一。牛街礼拜寺是全国重点文物保护单位。
礼拜寺始建于辽朝，辽亡之后归金朝。民间传蒙古军攻破金中都之后，礼拜寺被毁。如今的牛街礼拜寺是在明朝重建的基础上，经历清朝、民国，现代几度修复扩建而成的建筑。

## 历史
据说，牛街礼拜寺始建于辽朝统和十四年（996年），由阿拉伯学者纳苏鲁丁（那速鲁定）创建。《北京牛街冈儿上礼拜寺志》（简称《冈志》）刘仲泉补志记载：
牛街礼拜寺略历。肇于宋朝，有筛海（西域传教师通称曰筛海，学者曰爱范地先生也）那速鲁定奉敕所建立。缘宋太宗时，有筛海革哇默定者，西域辅刺台人氏，来东土传教，生有三子，长子筛海赛德鲁定（定或为丁），次子即筛海那速鲁定，三子筛海撒阿都定。具异禀而有异能，性喜居避静处（虔修悟道），不干仕进，上赐官爵，坚辞弗受，因授清真寺掌教（即大依玛目职位），留居东土。後赛德鲁定传教远出各方，不知所终。那速鲁定与撒阿都定知燕京，将为兴隆之地，请敕建该礼拜寺于南郊（在宋朝时，牛街正是柳河村，地名时曰南郊，即城外），即牛街寺。又敕建寺于东郭（东四牌楼即东郭也，前三门係後建，曰外城、内城之分），曰清真寺。撒阿鲁定为掌教。迨宋徽宗南渡後，有西域二人来中国，一名筛海阿罕默德布尔塔尼之孙曰穆罕默德，西域伽色尼人，一名筛海尔马顿低尼之子阿里，西域卜哈喇人，寄居牛街寺内，吐属不凡，动止高雅，知为有道者，逝世後葬于寺内，东南跨院，迄今遗墓尚存在，墓誌碑碣犹存，可资考证。宋神宗熙宁间（西历一〇六八戊申年王安石主政时），有咸阳王瞻斯丁之始祖索飞尔，西域卜哈喇人，至圣穆罕默德二十六世孙也，同弟艾尔沙暨子，若孙辈，入贡京师，神宗大悦，留为本部，总理军务，後以退寇有奇功，晋陞爵（王爵）。传至坎马丁之子马哈木，係索飞尔之玄孙，历宋至元（□□□□文天祥至此年间，元世祖忽必烈立），平章国政，总督军务，因天下太平，武器入库，马放南山，致仕隐居，剏建尊经阁，于寺楼汇总，巍然凌空，即今所谓宣礼楼，曰邦克楼也。明太祖御极金陵，敕改（南京城内）海音观为净觉寺，崇奉教规。嗣是，敕建之寺宇，遂遍域内（各省域地方大寺或均申请敕建字样）。寺中掌教，并由礼部，给劄付、冠带，阿訇所穿之官衣，即沿此制度，元领宽袖，绿色衣，白色大元领，用文职方补服，绣以阿文金字。其宗教师，已着有官衣如二掌教（非阿文毕业，授有锦幛，方能穿官衣誇为掌教也）、三掌教与阿訇同。有清代时，宗教师，均着袍褂，戴高提樑官帽，亦沿明制也。吾牛街礼拜寺，原有半份銮驾、仪仗等，并有乾隆皇帝光临宝座（深入民间访察，回民礼拜）（据尹伯清说是康熙不是乾隆），係雕漆刻五爪龙花纹，此项遗作历史之物已被盗卖，甚致礼部所领给之劄付，已遗失无踪，此亦有阙历史之文献也。（劄符容後发现补誌）
根据《北京牛街冈儿上礼拜寺志》和《古教西来历代建寺源流碑文总序略》记载，牛街礼拜寺始建于宋、辽时期，明朝宣德二年（1427年）扩建，明朝正统七年（1442年）整修。明朝成化十年（1474年），都指挥詹升题请命号，明宪宗赐名“礼拜寺”，故而该寺有“明寺”之称。明朝弘治九年（1496年）、万历四十一年（1613年）、清朝康熙十五年（1676年）重修。清朝康熙三十四年（1695年）到康熙三十五年（1696年）再度大修，在寺门棚面悬挂横额“敕赐礼拜寺”。民国十年（1921年）重修。
中华人民共和国时期，1955年人民政府拨款全面修缮。文化大革命期间，该寺关闭。1979年到1980年，人民政府拨款重新贴金并油饰彩绘。1980年，牛街礼拜寺重新开放。1996年牛街礼拜寺进行千年纪念修缮工程。2003年，北京市投资千万元人民币再度修缮。
1966年文化大革命爆发后，1966年8月22日，二百多名回族学生来到牛街礼拜寺造反，学生们向阿訇宣布了四条命令：“一、交出全部古兰经；二、不许进行迷信活动；三、劳动改造；四、不许穿长袍马褂。”后来，北京更有“消灭伊斯兰教革命战斗队”提出了“彻底消灭伊斯兰教”的口号，随即被制止。1966年9月15日，周恩来接见西安学生时说：“北京大字报贴了很多，有的我们是不同意的，例如《为彻底消灭伊斯兰教而斗争》的大字报……”
1988年1月13日，牛街礼拜寺被定为第三批全国重点文物保护单位。位于春风胡同11号的“礼拜寺后院”是西城区普查登记文物。牛街礼拜寺对公众开放参观。
1957年9月29日 中国伊斯兰教协会副主任达浦生、张杰，中国回民文化协会副主任白寿彝来到牛街礼拜寺举行穆圣诞生1430周年纪念。
1987年，世界宗教和平会议在北京召开，来自30多个国家的1000多名穆斯林在牛街礼拜寺参加了“首都穆斯林为和平祈祷”大型宗教活动。1995年，中国伊斯兰教协会、北京市伊斯兰教协会在牛街礼拜寺举行中国反法西斯胜利50周年、抗日战争胜利50周年祈祷和平大会。1996年8月16日，中国伊斯兰教协会、北京市伊斯兰教协会联合在牛街礼拜寺和东四清真寺举行和平祈祷活动。
来华访问的伊斯兰教国家政要很多都曾来牛街礼拜寺访问，例如伊朗总统（现为该国最高领袖）哈梅内伊（1989年5月10日）、拉夫桑贾尼、哈塔米，沙特阿拉伯王储阿卜杜拉（1998年），科威特王储，马来西亚最高元首端古·贾阿法、苏丹·萨拉赫丁，巴基斯坦总统伊沙克·汗（1990年9月21日主麻日），孟加拉人民共和国总统艾尔沙德（1990年6月29日），印度尼西亚总统瓦希德（1999年12月），摩洛哥国王穆罕默德六世（2002年2月7日），科摩罗总统阿扎利及夫人（2003年6月19日）、桑比及夫人（2006年11月1日）。
2008年5月18日，伊朗总统顾问穆斯特法维参观了牛街礼拜寺，在和牛街礼拜寺阿訇会谈时表示，伊朗愿帮牛街礼拜寺修复历史悠久的《古兰经》手抄本。
2024年8月19日起，牛街礼拜寺进行文物修缮，工期预计3年，施工期间不对外开放，停止宗教活动。

## 建筑

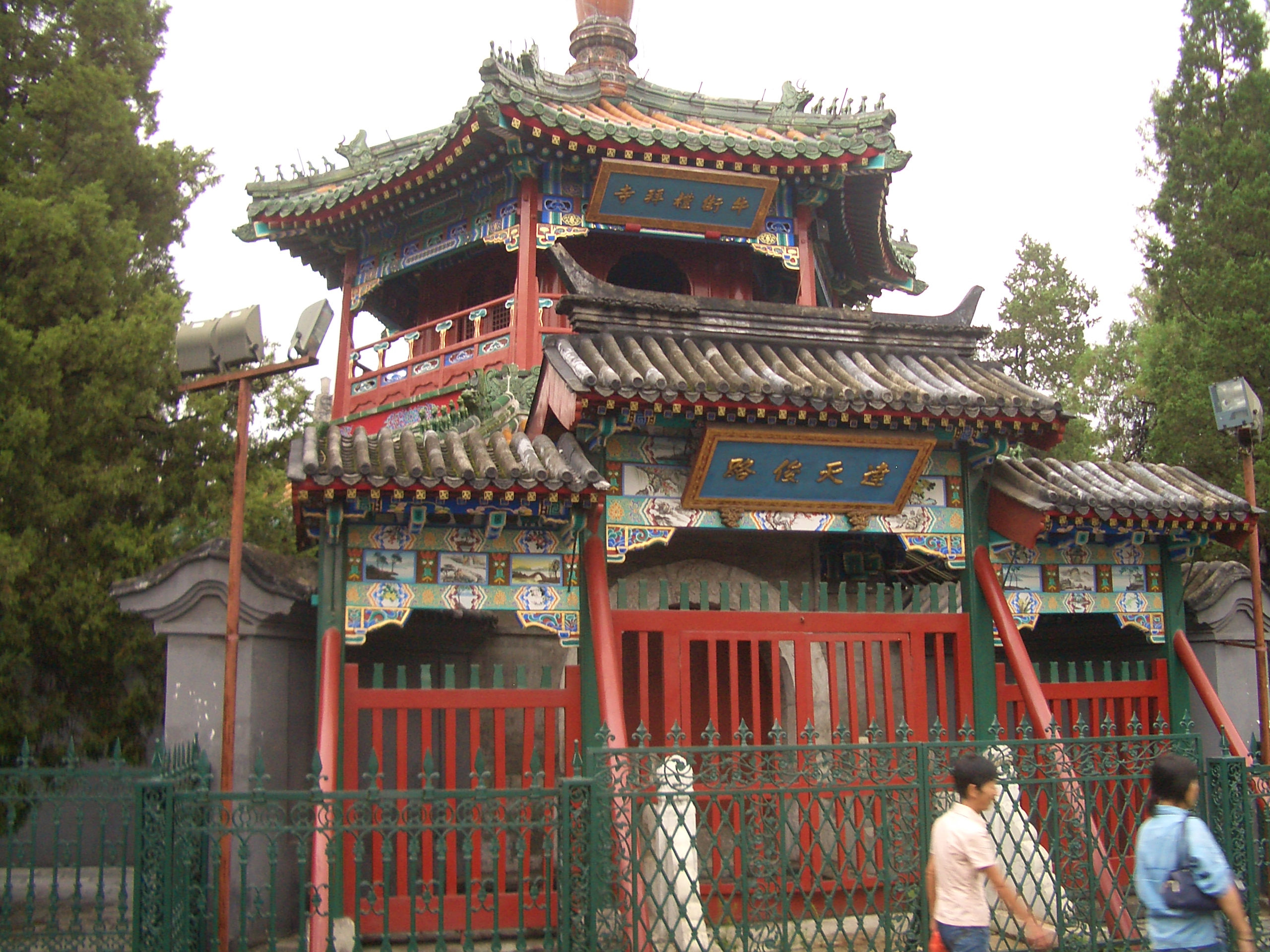
望月楼

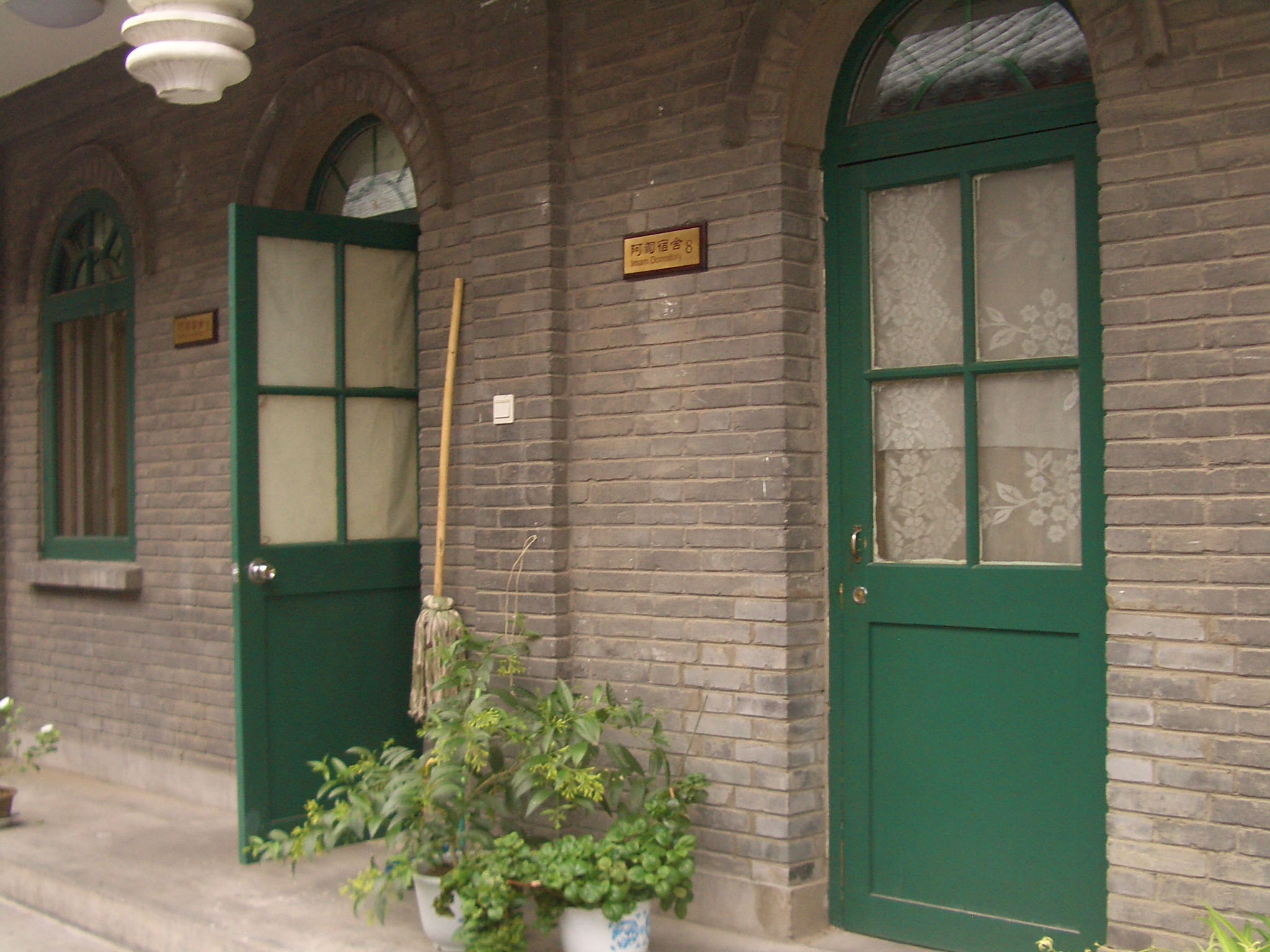
阿訇宿舍

牛街礼拜寺坐东朝西，占地面积6000多平方米，建筑面积3000多平方米。建筑集中对称，采用中国古典砖木结构，细部带有阿拉伯建筑装饰风格。主要建筑为望月楼、礼拜殿、碑亭、宣礼楼、讲经堂、沐浴室、对厅等等。
- 影壁：位于望月楼前。长40米，高5米，厚1.4米，庑殿顶覆筒瓦，青砖铺面，雕花镶边，底座四角及中部有浮雕。中部右方有一幅“四无图”浮雕，为“有棋无人下，有钟无人敲，如意无人佩，炉在无香烧”的图案。影壁原来位于牛街西侧。2000年代，随着牛街地区危房改造，牛街礼拜寺周边环境变化很大，原先门前8米宽的牛街拓宽为40余米，经过三次修改施工方案，最终将影壁原址保留在新的牛街主路和辅路之间的绿化隔离带中。[1]
- 望月楼：为牛街礼拜寺的正门，坐东朝西，面临牛街。两层，高10米，平面呈六角形，重檐攒尖顶，绿琉璃斜脊，顶覆黄琉璃瓦绿剪边，橘红色琉璃宝顶，檐下施斗拱、彩画。楼上有明间，周围有窗，绕以走廊。构件装饰带有伊斯兰教风格。[18]上檐正中悬蓝底金字“牛街礼拜寺”匾额。望月楼前（楼西侧）有一座木牌坊，三间四柱悬山顶，朱漆彩绘，顶覆灰瓦，正中檐下挂有蓝底金字“达天俊路”匾额，牌坊下有一座汉白玉石桥，它们和影壁组成了牛街礼拜寺入口处的建筑群。每年伊斯兰历九月进入斋月时，阿訇乡老登楼望月，以定斋月始末，所以得名“望月楼”。望月楼作为正门平时不开，只有在开斋节、宰牲节等日子才开。望月楼南北两侧各开有一个旁门。[19]望月楼东侧有一南北狭长的小院落，院落东侧有墙，墙上正中有阿拉伯文字匾，正对望月楼。墙南北两端各开一门，门内（门东）是礼拜殿南北两侧的甬道，门外（门西）各有一座小影壁，影壁西侧各有一个石笋。院落南北两端各有房屋三间。
- 北出入口：位于望月楼以北稍偏西，牛街东侧。
- 南出入口：位于望月楼以南稍偏西，牛街东侧，是如今礼拜寺的日常出入口。进入该出入口，南侧有售票处。
- 男水房：位于礼拜殿南侧，是男沐浴室。始建于民国十年（1921年）。男水房西端正对望月楼南侧的旁门。男水房东端开门，门口上方有砖刻榜额“滌慮處”（上款为“丙辰清和之月”，下款为“马维清谨书”），告诫教民不仅要洗净身体，且要洗净心灵。[19][20]男水房的北侧是过道。男水房的东端正对过道，过道南侧是阿訇宿舍，过道东端是一个月亮门，通往东南院。男水房的东北方，经过小门可进入礼拜殿东侧的院落。
- 阿訇宿舍：位于男水房以东靠南，两层，上层出廊。是阿訇的宿舍。

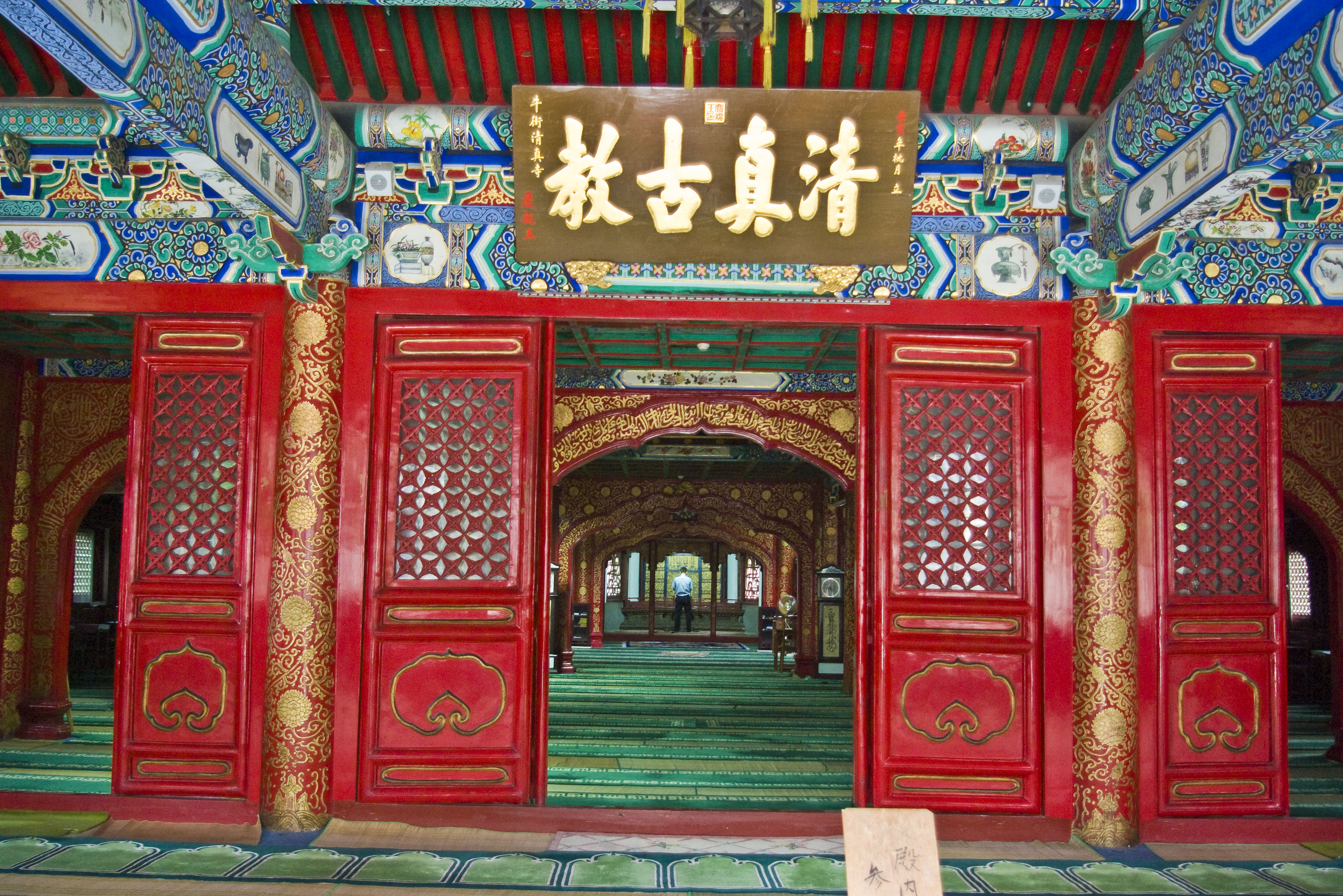
礼拜殿第一进内景

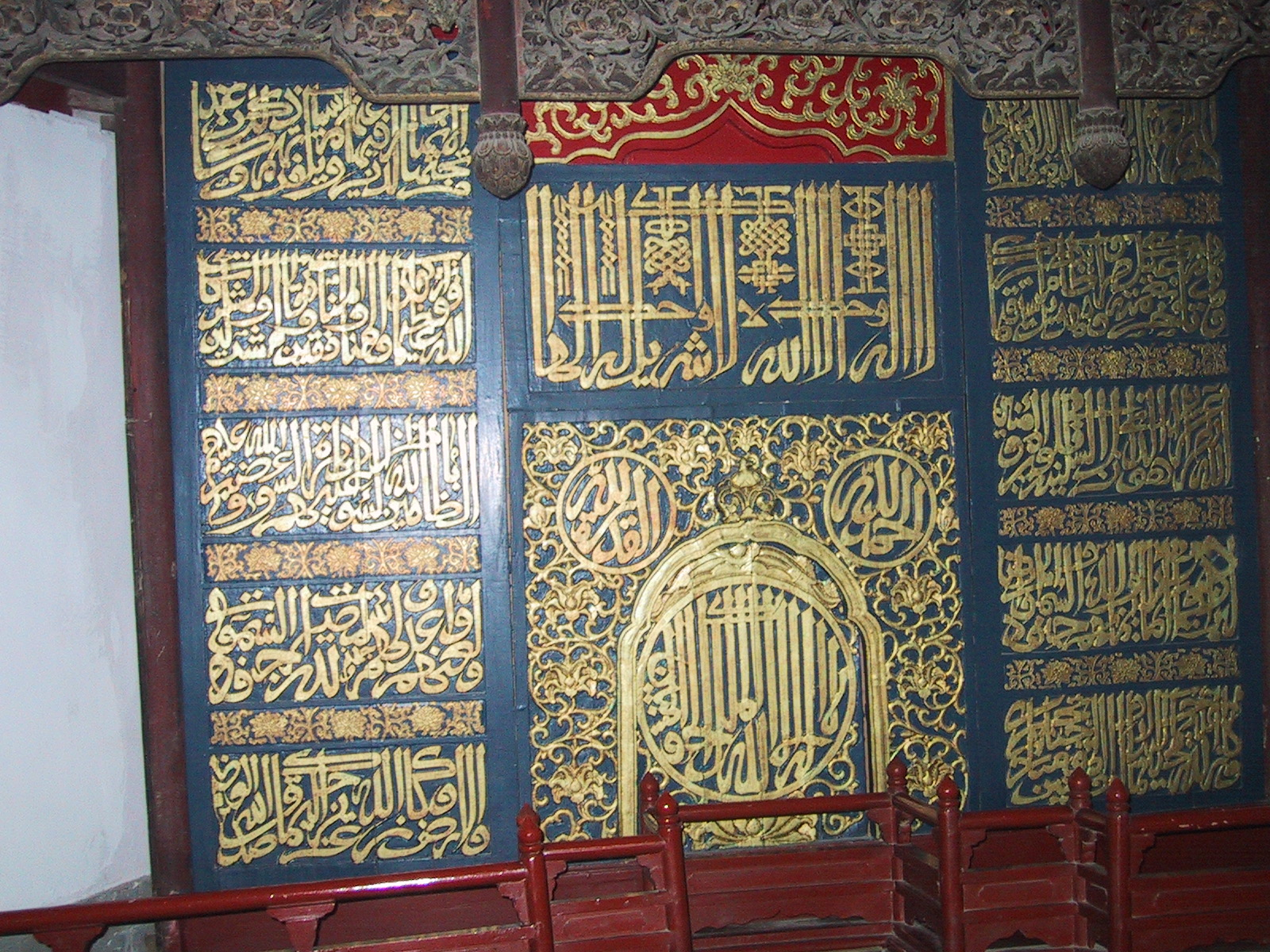
礼拜殿窑殿内的龛式木雕经文阁

- 礼拜殿：位于望月楼正东，坐西朝东。由三个勾连搭式屋顶及一座六角攒尖亭式建筑组成，三个勾连搭顶的前两个是歇山顶，后一个是庑殿顶。礼拜殿东侧前方直至邦克楼前有长方形的月台，月台南北长，东西窄，高出地面约1米。礼拜殿共42间，分为前后三进，总进深39米，总面积760平方米，殿内可供千人同时礼拜。殿内有20根明柱，柱身用堆粉贴金法做出缠枝莲花纹。殿顶天花、梁枋施青绿彩画、博古图，并有精书阿拉伯文赞词和安拉尊名。[18][1]殿内梁柱之间做成21道尖拱形木门，即“火焰门”，仿阿拉伯式上尖弧形落地，门楣抱框上饰有堆粉贴金各式文体《古兰经》经文，其中阿拉伯古代书体“库法体”极罕见。礼拜殿的西侧即望月楼东侧院落的东墙，墙南北各开一门，通向礼拜殿南北两侧的甬道，甬道东端各开一门，门在礼拜殿第一进与第二进之间位置，转角回廊的西侧。
  - 第一进：面阔三间，进深两间，东、南、北出廊，南北各接有转角回廊，回廊通往南、北讲堂。第二进与第一进之间，三间都安有红色的隔扇门。第二进门外明间上方悬挂庆亲王奕劻1902年题写的“清真古教”匾额（上款为“壬寅年桃月立”，下款为“牛街清真寺”“庆亲王”）。[18][1]
  - 第二进：面阔五间，进深七间。殿内西面火焰门上悬有阿拉伯文匾；西墙上挂有4块木制阿拉伯文圆牌；南北两侧悬挂有一些阿拉伯文小匾额。殿内西北有七层梯阶的楠木宣讲台，即“敏拜尔”，在聚礼、会礼宣讲教义时使用。[18][1]
  - 窑殿：礼拜殿最西部为窑殿一间。阿拉伯语称“米哈拉布”，意为“内殿”。窑殿的功能是标定礼拜方向，因该寺位于麦加以东，所以向西礼拜，窑殿设在礼拜殿内的西端。《冈志》刘仲泉补志写道：“殿后向西凸出处为朝向殿，率拜人位也。该处高起穹窿，结顶若亭。据工程师鉴定云：确系宋代建筑物，名曰藻井。此建筑法今已不传，认为古物也。”梁思成在教长李宗庆阿訇、学者尹伯清陪同下参观牛街礼拜寺时，见到窑殿时说：“这里居然还保存着宋制的作品！可贵！可贵！”随后指出藻井、彩画、龛橱的宋代做法及特点。刘敦桢在安士伟阿訇陪同下参观窑殿彩画时也说“这是宋代艺术风格”，并拍照片。窑殿以砖木结构为主，下为石基，平面为六边形，殿顶为六角攒尖亭顶式建筑。顶尖坡度陡，是宋代亭顶特征。窑殿内部穹顶为六角藻井，是在六角平面上做出斗拱，用六根肋梁（又称肋木、鞍马；木匠称伞梁）之端交集于心点形成，属于“宋营造法小木作式”。梁间分为六格，每格各开一个圆光，内书阿拉伯文赞词，围饰以红地沥粉贴金大丽花缠枝图案。梁枋、拱板等部位保存有辽、宋彩画风格，例如枋心为“正方平用四出纹”宋锦式图案。窑殿进门的回首梁上有六幅宋代绘画，其中已有两幅模糊不清，其他四幅中有一幅为工笔花卉画，三幅为博古图。窑殿内正西设有“龛式木雕经文阁”，龛橱盛行于宋代寺观建筑中，牛街礼拜寺入乡随俗，也设类似的龛式阁，但龛内不设形象，而是书写《古兰经》经文，龛的四边镌刻花卉图案木雕。窑殿西南、西北墙上各开一扇刻有苏鲁斯体阿拉伯文赞词的镂空木雕棂窗，是10世纪文物。1932年，埃及爱资哈尔大学校长佐瓦希理应马松亭阿訇请求，派赛义德·穆罕默德·达理、穆罕默德·伊卜拉欣·福力非乐二位博士到中国成达师范学校讲学，不久二位博士在马松亭阿訇陪同下参观牛街礼拜寺，见到窑殿阿拉伯文棂窗时赞不绝口。综上可证《北京通史·辽代卷》记载：“看来，此寺是建于辽统和中期，今寺内大部分建筑都是后代改建，只有大殿之后的‘窑殿’是辽代遗物。”[1][21]

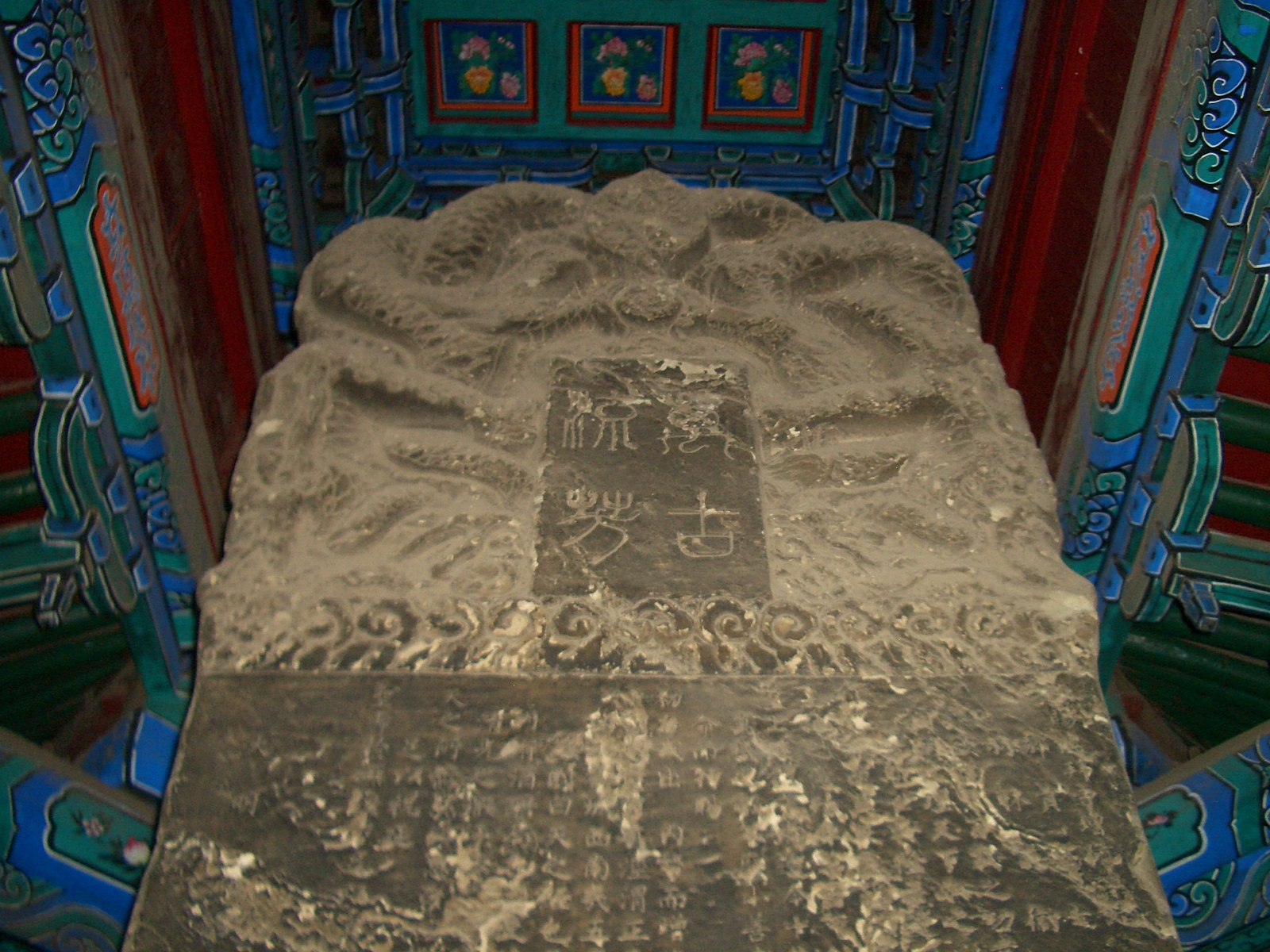
北碑亭内的石碑

- 北碑亭：位于礼拜殿门外的北侧，邦克楼西北侧，两层。建于明朝弘治九年（1496年），内有明朝万历四十一年（1613年）石碑，碑额刻“万古流芳”，碑身为汉文《敕赐礼拜寺重修碑记》。北碑亭四面横楣上都有艺术体阿拉伯文“清真言”。
- 南碑亭：位于礼拜殿门外的南侧，邦克楼西南侧，两层。建于明朝弘治九年（1496年），内有汉文、波斯文《敕赐礼拜寺记》碑。南碑亭四面横楣上都有艺术体阿拉伯文“清真言”。[1]

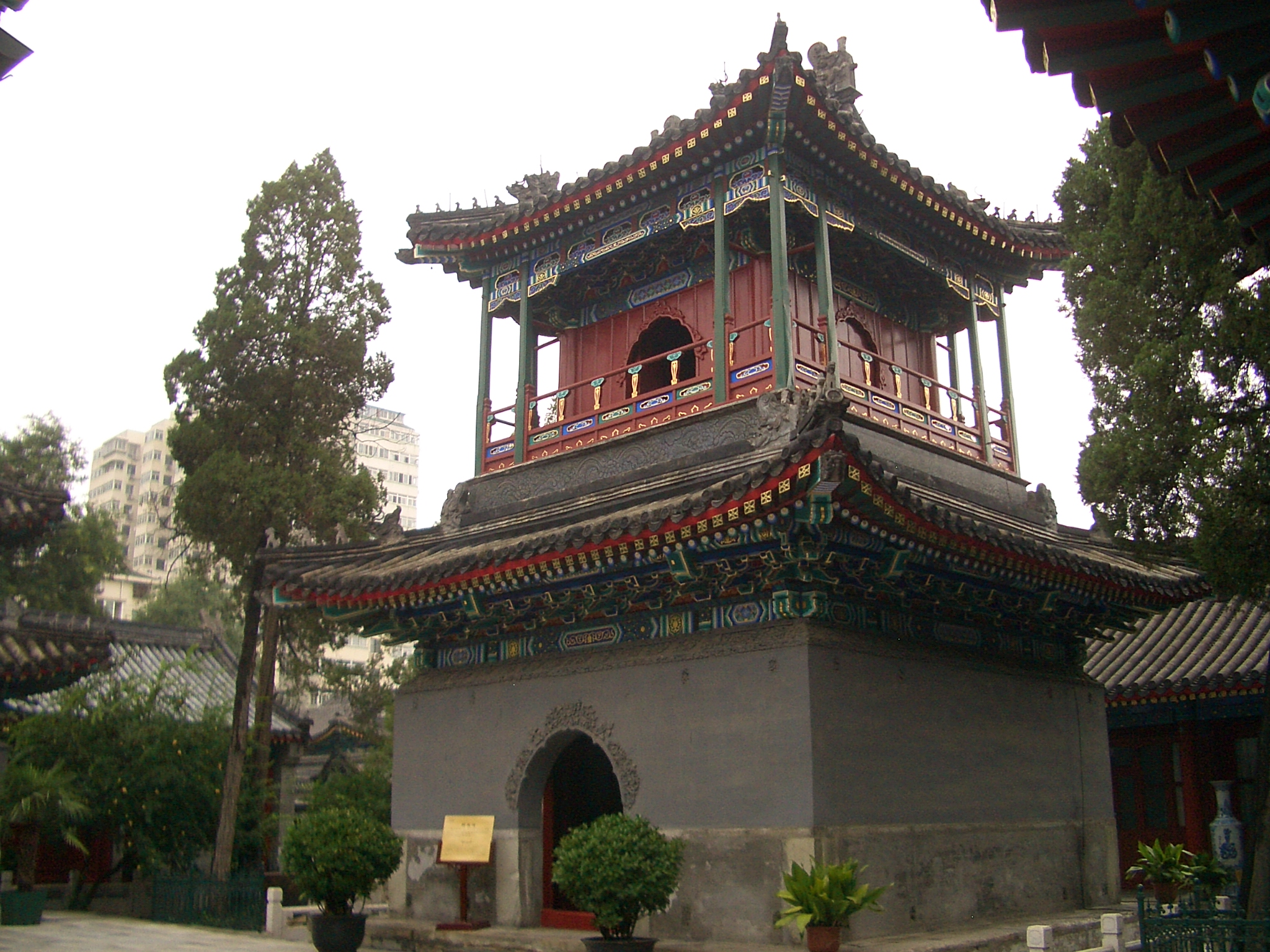
邦克楼

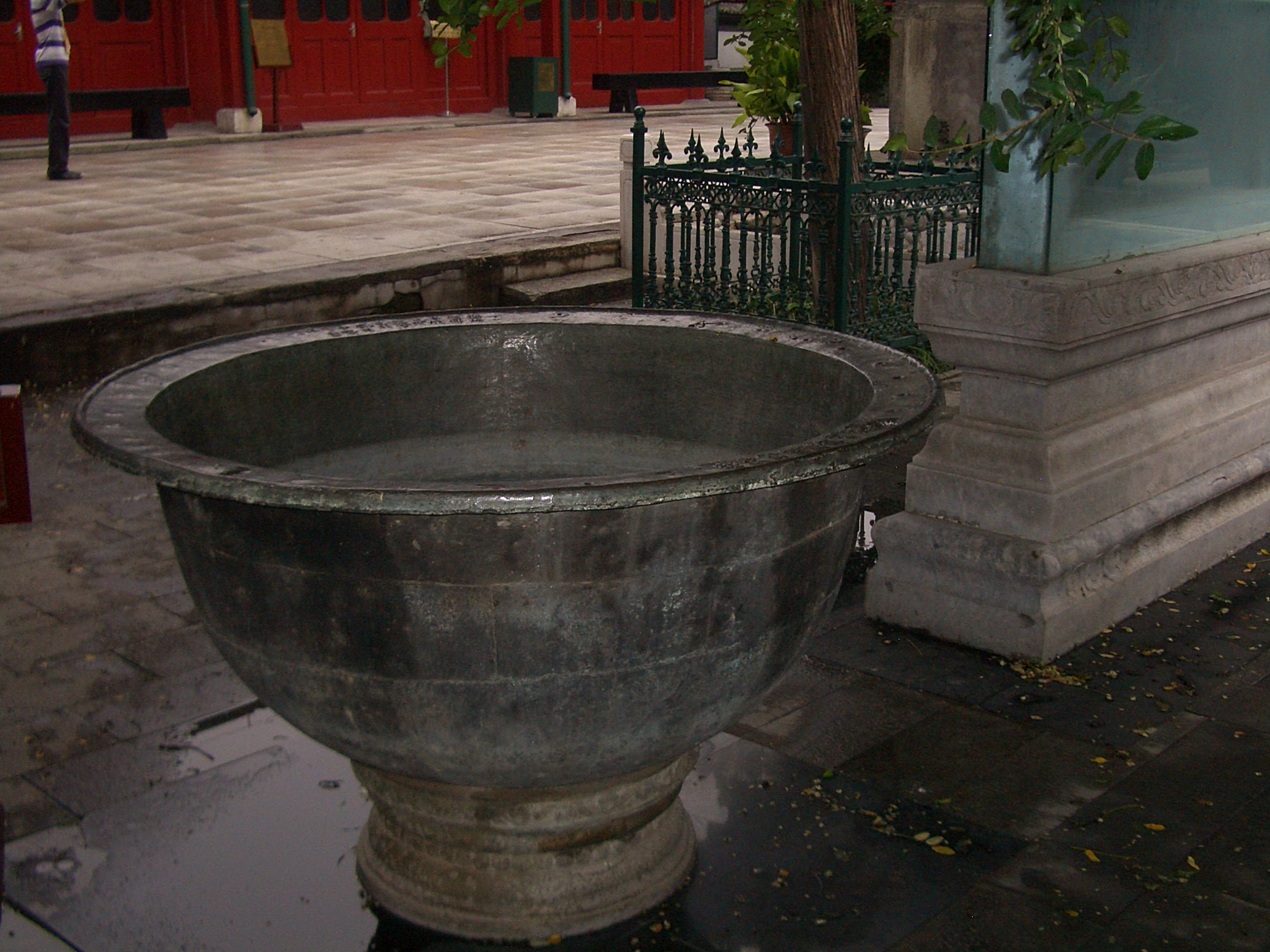
大铜锅

- 邦克楼：位于礼拜殿正东，坐东朝西，两层，为歇山顶重檐方亭建筑，顶覆灰筒瓦，檐下施斗拱。一层东西各开一门；二层东西各开一门，南北各开一半月尖形窗。楼上原有横匾“真家灵虚”。楼内设木梯。墙上镶阿拉伯文琉璃制一笔“太斯弥”匾（原匾毁于文革，此为复制品[22]）。楼内立柱上悬挂清朝光绪年间将领马维骐作楷书对联：“理本一原道宗一派；教崇五典敬服五功。”。该邦克楼的前身是宋、元时期修建的尊经阁。邦克楼又称宣礼楼、唤醒楼，礼拜前，教长登邦克楼向教民报告时间。[18]
  - 王友三王浩然述德碑：位于邦克楼北侧，螭首方座，阿拉伯文碑额，刻于清朝光绪二十九年七月十六日（1903年），徐琪撰文并正书。
  - 古教西来历代建寺源流碑文序略：位于邦克楼南侧，原碑刻于清朝乾隆四十六年（1781年），此为仿制品。该碑和太湖石、大铜锅四周围有石栏杆。
  - 太湖石：一块，位于《古教西来历代建寺源流碑文序略》碑南侧。该石高1.3米，宽1米，下有汉白玉须弥座。此石与望月楼内院的两个石笋以及寺内其他各处的奇石都是清朝牛街礼拜寺的教众捐赠，底座是后配的。
  - 大铜锅：位于太湖石旁边。清朝康熙壬午年（1702年）造，清朝乾隆己未年（1739年）重造，青铜制，重1800多斤。原是伊斯兰教斋月贵夜（第27天夜间）等节日熬制肉粥之用。锅沿铸有“敕赐礼拜寺记大清康熙壬午岁壬寅斋月造”、“敕赐礼拜寺记大清乾隆己未岁丙子斋月重造”的字样。
- 对厅：俗称“七间房”，位于邦克楼正东，坐东朝西，增建于明朝正统七年。五明二暗，明间是集会、讲经之所，暗间收藏经书、物品。厅前摆放一对大青花瓷瓶，上绘伊斯兰教内容的纹饰。
- 北讲堂：原名“善庆堂”，位于北碑亭北侧，始建于明朝，1921年翻修。坐北朝南，面阔五间，顶覆灰筒瓦，带前廊。是伊玛目（清真寺掌教）住室和会客、讲经之所。
- 南讲堂：原名“阐一堂”，位于南碑亭南侧，始建于明朝，1921年翻修。坐南朝北，面阔五间，顶覆灰筒瓦，带前廊。是海里凡（学员）学习及礼拜寺内办公场所。南讲堂前廊东墙前立有一通《敕赐礼拜寺》碑，明朝万历四十一年（1613年）刻。碑文记述伊斯兰教缘起、清真寺源流外，并记述明朝宣德、正统、成化、万历年间修复殿宇的情况。碑阳额及碑身上方的阿拉伯文已被凿损，碑阴刻的时间、人物姓名及头衔仍很清晰。

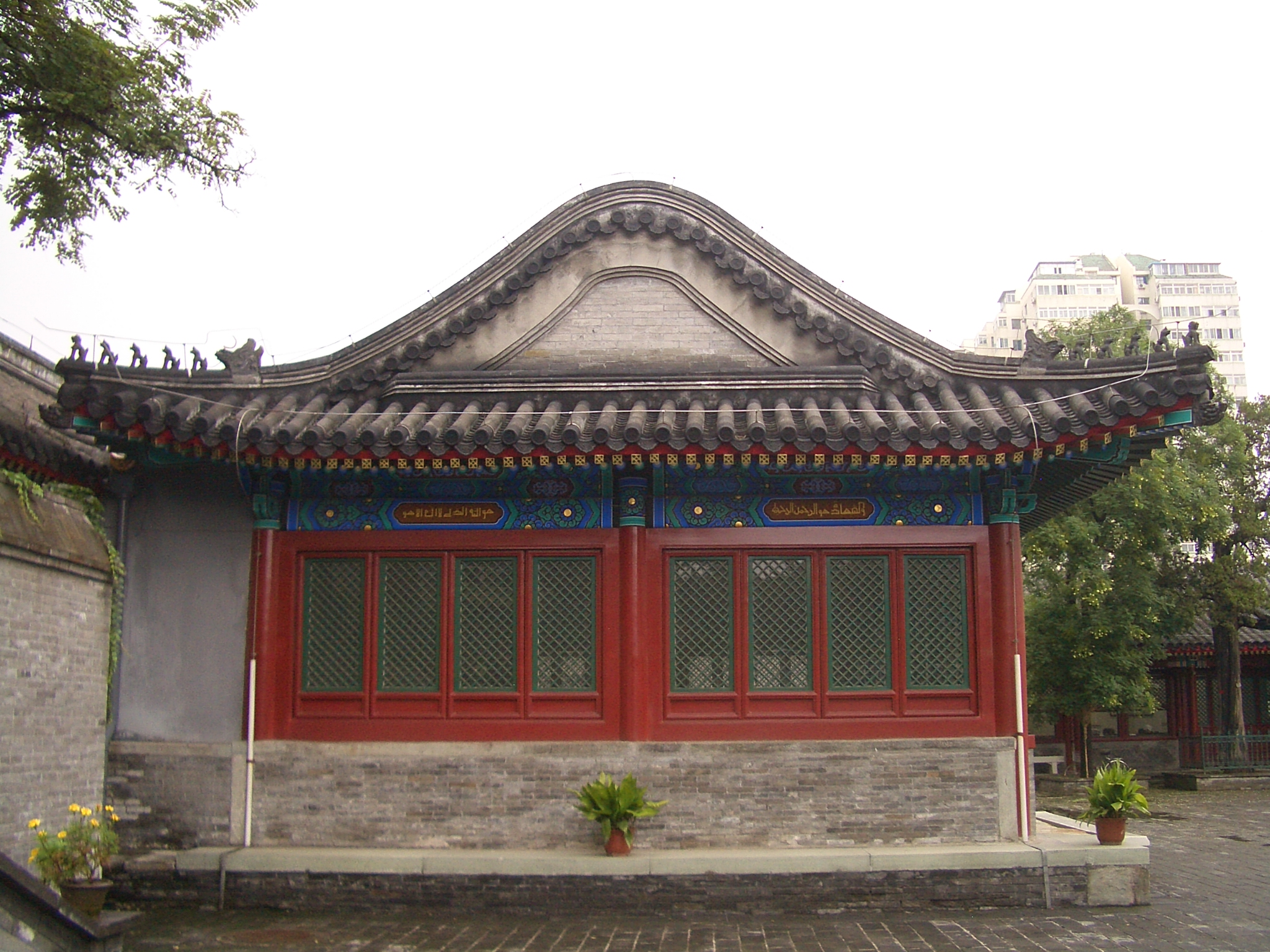
后院的副殿

- 筛海坟：位于南讲堂以东、对厅以南的小院内，有两座筛海坟。“筛海”为阿拉伯语，意思是“德高学深的长者”。根据坟后东西排列嵌于跨院北墙（即对厅南山墙外壁）的两块元朝至元年间阿拉伯文墓碑记载，西墓安葬的筛海是穆罕默德·本·艾哈麦德・布尔塔尼（加兹尼人，卒于回历679年，公历1280年），东墓安葬的筛海是依玛顿丁・阿里（布哈拉人，卒于回历682年，公历1283年）。两人在南宋末年从波斯来华传播伊斯兰教，来该寺讲学，死后均葬于该寺跨院丝柏树下。[1][19]1930年代，尹伯清著《牛街礼拜寺说略》一文提及两碑，回族学者赵振武将碑文译成中文，白寿彝继而将碑文中所署年月换算为中国纪元及公元年月，连同墓碑拓片先后发表在《月华》和《禹贡》等刊物上。[23][24][25]坟南侧有一个高2.70米的铁香炉，上铸阿拉伯文及“大清嘉庆三年秋月吉日建造”字样。
- 后院：位于对厅以东，东西南北各有一座房屋。
  - 副殿：后院西侧是一座副殿，背对对厅，坐西朝东，面阔五间，歇山顶。
  - 第一展室：后院东侧是第一展室，坐东朝西，面阔五间，硬山顶，带前廊。第一展室、第二展室展出该寺历史、伊斯兰文化，以及寺内收藏的各类文物，包括《古兰经》阿拉伯语与波斯语对照手抄本，各种版本的《古兰经》，木刻、陶瓷器、铜器、铁器等等。这些文物不展出时，存放在对厅等处。[1][18]
    - 康熙圣旨牌：存于第一展室内。记载清朝康熙三十三年（1694年）牛街地区回族遭诬陷谋反罪名事件。康熙帝了解实情后在该年下恩纶（手谕）。此牌为纵向陡匾，四边为红色，蓝底金字，上方横题“圣旨”二字，其下是纵写的正文：[19]

康熙三十三年六月
圣谕

朕评汉回古今之大典，自始之宏道也。七十二门修仙成佛，诱真归邪，不法之异端种种生焉。已往不咎，再违犯者斩。汉诸臣官分职，时享君禄，按日朝参；而回，逐日五时朝主拜圣，并无食朕俸，亦知报本，而汉不及于回也。通晓各省：如官民因小不忿，借端虚报回教谋反者，职司官先斩后奏。天下回民各守清真，不可违命，勿负朕恩有爱道之意也。钦此钦遵。
- - 第二展室：后院南侧是第二展室，坐南朝北，面阔五间，硬山顶，带前廊。
  - 学员教室：后院北侧是学员教室，坐北朝南，面阔五间，硬山顶，带前廊。
  - 东南院：位于后院南部，第二展室以南，整个礼拜寺的东南角。东南院西南角为锅炉房，正东为食堂、锅炉房等建筑。正南为门房，中间是礼拜寺南门。东南院内用来停放车辆。

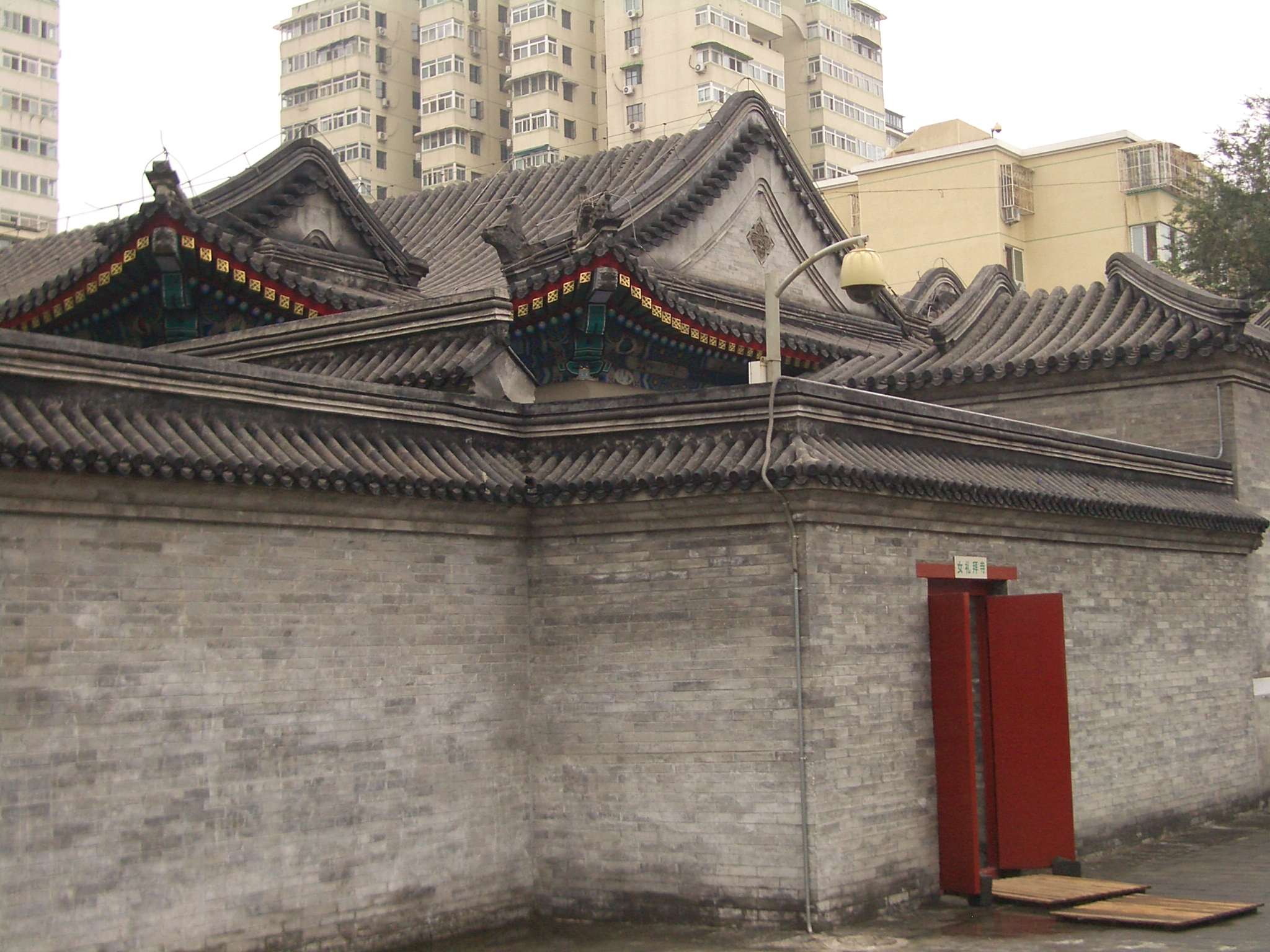
清真女寺

- 清真女寺：原位于牛街寿刘胡同，建于1922年，是北京地区首座清真女寺。马福祥题写“清真女寺”四字匾额。王浩然、达浦生等阿訇曾主持教务。刘仲泉勒石拟稿的《清真女寺首创碑记》记载：“北京之有女清真寺也，在牛街教子胡同中间寿刘胡同首创建立。缘牛街乡老闵公德仁号信权，鉴于牛街聚居的教胞皆经营小商，住室狭小，男人有两寺（指牛街礼拜寺、教子胡同清真寺）沐浴礼拜，一般妇女沐浴感觉困难。闵老遂约请北京回民协商，大家均愿襄此善举。马志清乡老在寿刘胡同有空地一块、井一眼，自愿虔诚捐献寺方。在众乡老赞助之下，购料施工。后因经费不济，中途停顿。于民国十一年复又召集各郡阿洪、乡老筹款，经各郡群众努力支持，完成此创建女寺之义举。有此清真女寺，回民妇女教门日有进展。特将建寺始末记载，以为流传，或勒石留念。”1958年，清真女寺改为回民幼儿园。1997年初开工的牛街地区危房改造工程拆除了清真女寺。2005年，政府投资百万元，将清真女寺移址牛街礼拜寺重建，2006年竣工。清真女寺现位于牛街礼拜寺的东北角，后院的北侧，坐西朝东。[1]大门外北侧的墙上镶嵌有马福祥题写的“清真女寺”石匾。门内为一进院落，女殿坐西朝东，面阔三间，带前廊，前廊两个立柱上挂有阿拉伯文五字对联。院内南北各有三间配房。
- 北门：位于清真女寺门外以北，整个礼拜寺的最东北角，坐南朝北，门外是输入胡同。

## 历任教长
从清朝同治年间到21世纪初，牛街礼拜寺主持教务的阿訇先后有：王崇明、洪宝兴、刘启、王浩然、高兴、达浦生、李八爷、王友三、李云亭、杨建铭、王瑞兰、王振海、王连钰、张谦、管华庭、金振海、杨明远、安士伟、陈广元、闻省三、石昆宾、王连仲、薛天利等人。